# Zuara (distrito)
Zuara (em árabe: زوارة; romaniz.: Zuwarah) foi um efêmero distrito da Líbia. Foi criado em 1983, durante a reforma daquele ano, e tinha capital em Zuara. Em 1987, porém, seu nome já não é citado nas listas de subdivisões do país e sua capital tornar-se-ia capital do distrito de Nigatal Homs.